# Rhogeessa hussoni
Rhogeessa hussoni es una especie de murciélago de la familia Vespertilionidae.

## Distribución geográfica
Se encuentra en el sur de Surinam y el este de Brasil.